# Scoliacma albicosta
Scoliacma albicosta är en fjärilsart som beskrevs av George Francis Hampson 1918. Scoliacma albicosta ingår i släktet Scoliacma och familjen björnspinnare. Inga underarter finns listade.